# Алија Краснићи
Алија Краснићи (Црквена Водица, 1952 — Суботица, 3. децембар 2024) био је ромски књижевник и сакупљач народног стваралаштва. Написао је преко 70 књига поезије и прозе за шта је добио вишеструке награде. Живео је и радио у Суботици.

## Биографија
Родио се 1952. године у селу Црквена Водица близу града Обилића на Косову и Метохији. Одрастао је као сироче. Имао је 15 месеци кад ми је умрла мајка, а већ са 11 година остао је и без оца. Убрзо му је умро и стриц па га је отхранила стрина. Након завршене средње школе уписао је студије права које је прекинуо кад му је друштвено-политички рад на косовско-метохијским просторима почео одузимати доста времена.
Са књижевним стваралаштвом Алија је започео током одслужења војног рока у Југославенској народној армији у месту Клана близу хрватске поморске луке Ријека. Прва песма коју је написао имала је 18 стихова и била је посвећена његовој ћерки. Када је након одслужења војног рока кренуо натраг кући на Косово, Алија је са собом носио своју велику бележницу препуну песама за децу. Укључио се у литерарну групу која је деловала унутар Kултурно-уметничког друштва „Ацо Маровић” у Обилићу у којој је сарађивао с другим ауторима и кренуо писати поезију за одрасле. 27. децембра 1974. године објављена је прва драма на ромском језику у бившој Југославији, коју је написао Алија Краснићи, а извела драмска секција КУД „Ацо Маровић”. Прво јој је наслов био „Лош друг”, а касније ју је Алија мало адаптирао за представу у позоришту и насловио „Мало ја, мало ти”. Драму „Ромска крвава свадба” Алија је 1978. године написао на основу приче своје тетке. Поред две своје драме, превео је и друге представе на ромски језик, које су извођене као позоришне представе. У њима је учествовао и као глумац, на пример у комедији Фадила Хаџића „Државни лопов” и „Звездано лето” Ђоке Стојичића.
Поред књижевног рада, годинама је прикупљао ромске речи с циљем да објави ромско-албанско-српски речник са 12.000 речи, али у раном периоду свог рада није успевао пронаћи финансијска средства за припрему и штампу речника. Ипак, успео је објавити друге књиге: „Народно стваралаштво Рома” и „Ромске бајке на Косову и Метохији”. Аутор је и прве објављене прозне књиге на ромском језику у бившој Југославији 1981. године. У издању Ромске књиге 2014. године је објављено прво издање „Ромско-српског српско-ромског речника”, аутора Алија Краснићија. Речник садржи око седамдесет хиљада речи из више дијалеката ромског језика који се говоре на простору некадашње Југославије. Након тога припремио је и објавио и бројне друге речнике: Речник страних речи, Речник страних речи у ромском језику, Школски речник, Ромски речник – џепно издање с 5.000 ријечи, Речник правних термина, Школски речник са страним ријечима те Речник турских, арапских и персијских речи у говору Рома на Косову и Метохији. Аутор је и неколико Антологија на ромском и српском језику, попут Антологије ромских песника и Антологије поезије на ромском језику на Балкану и у Европи. Његов богат књижевни опус у ромском стваралаштву броји више од 100 издања. Аутор  је  прве  емисије  на  ромском језику „Savatone ko 11,32” (Суботом у 11,32), која је емитована на таласима радио Приштине.

## Одабране награде
Алија Краснићи је за свој стваралачки рад добио преко 30 домаћих и страних награда и признања:
- Јавно признање Конференције Фото савеза Југославије (1976)
- Бронзана плакета Народне технике (1978), за аматерски филм: „Могло је...”
- Златна значка Културно просветне заједнице Србије (1979)
- Децембарска награда за културу општине Приштина (1979)
- Плакета Савеза друштава Рома Србије (1979)
- Самоуправна интересна заједница за културу - Диплома и новчана награда (1979)
- Новембарска награда Скупштине општине Приштина (1985)
- Плакета Савеза друштава Рома Републике Србије (1987 и 1988)
- Прва награда на Смотри књижевног стваралаштва за поезију на 21. југ. сусретима у Краљеву
- Плакета на 22. Смотри културних достигнућа Рома Србије (Ниш, 1996)
- Прва награда за књигу поезије „Rromani kalji paramići” (Ромска црна бајка) на међународном конкурсу „Amico Rom” (Италија, 1996)
- Повеља Савеза друштава Рома Србије (1997)
- Видовданска награда (Обилић, 1997)
- Трећа награда на међународном конкурсу „Amico Rom” (1997) за приповетку „Asva andar e šućarde jakha” (Сузе из пресахлих очију)
- Златна плакета „Стеван Ђорђевић - Новак” (два пута узастопно 1998)
- Награда председника Републике Италије на међународном конкурсу „Amico Rom” у Италији (2000)
- Награда за животно дело (Италија, 2001) као и Друга награда за прозу, док на истом Међународном конкурсу 2002, * * * Прва награда за поезију и Друга награда за неиздата дела (Италија, 2006)
- Друга награда за књигу поезије „Antologija e rromane poezijaći ane Srbija - Антологија ромске поезије у Србији” (Италија, 2008)
- Награда „Шаип Јусуф” од УГ „Kали Сара” из Загреба за 40 година рада и стваралаштва.[6]

## Одабрана дела
- Čergarenđe jaga - Чергарске ватре (Приштина, 1981)
- Перрала Роме те Kосовес (Приштина, 1985)
- Iaripe ano djuvdipe - Повратак у живот (Приштина, 1986)
- Netet e lodhura - Уморне ноћи, (Приштина, 1988)
- Ćehrajine sune - Звездани снови (Приштина, 1989)
- Rromane paramića andar e Kos. thaj Met. - Ромске бајке са Косова и Метохије (Дамаск, Сирија, 1990)
- Prekal efta plajina - Преко седам планина (Приштина, 1995)
- Rromani kalji paramići - Ромска црна бајка (Приштина, 1995)
- Rromane kanrralje droma - Ромски трновити  путеви (Приштина, 1995)
- Јасеновац (Kрагујевац, 2000)
- Rromani mahlava - Ромска махала (Крагујевац, 2000)
- Елвира... (Kрагујевац, 2000)
- So vaćaren e đuvdinutna? - Шта кажу животиње? (Крагујевац, 2004)
- Ane mamijaći angalji - У бакином наручју (Крагујевац, 2004)
- Papo, mamije, kako, bibije... - Деко, бако, стрико, тетка... (Крагујевац, 2004)
- Rat Rromano - Kрв ромска (Приштина, 1997)
- Majlaćhi mami ane lumija - Најлепша бака на свету
- Ma  rov  dejone  munrrije - Не плачи мајко моја (Крагујевац, 2004)
- E Erđanosko suno - Ерђанов сан (Крагујевац, 2007)
- Đilja parvarde sunenca - Песме нахрањене сновима (Крагујевац, 2000)
- Rromani arrmaj - Ромска клетва (Крагујевац, 2004)
- Kaj garadol o suno? - Где се скрива сан? (Крагујевац, 2004)
- Kasko si o kham? - Чије је сунце? (Крагујевац, 2004)
- O kaš thaj o tover - Дрво и секира (Обилић, 1991)
- Ljimora munrre ljimorenđe - Гробови мојих гробова (Приштина, 1997)
- Đuvdimase bibahhtaljimate - Животне несреће (Крагујевац 2002)
- Devla kerma kir - Боже претвори ме у мрава - Lord, Turn Me Into an Ant! (Београд, 2001)
- Изабране песме Слободана Берберског, (Крагујевац, 2001)
- Đan e Rromane cahre - Иду ромске черге
- Истребљење Рома у Јасеновцу (Приштина, 1999) - сав тираж од 1000 примерака уништен је у штампарији „Новог света” упадом терориста на Kосову
- E bahh paćardi ćorrimasa - Срећа умотана бедом (Крагујевац, 2005)
- Kamljipe thaj dukhajpe - Љубав и бол (Крагујевац, 2004)
- Đilja amare dukhenđe - Песме наших бола (Крагујевац, 2004)
- Kana tu đane, đanav vi me - Када ти знаш, знам и ја (Крагујевац, 2004)
- Đuvdipe akhardo korkorripe - Живот назван самоћа (Суботица, 2008)
- Poezija Rromani - Ромска поезија (Ниш, 1999)
- E ćiriklji ano mukljipe - Птица на слободи (Обилић, 1993)
- Phađeođesi khajni - Тужна кока (Обилић, 1994)
- E ćehrajin pe palma - Звезда на длану (Крагујевац, 2004)
- Korkorripe hamime čerćimasa - Самоћа помешана с горчином (Крагујевац 2006)
- E Bajramosko parrno gra - Бајрамов бели коњ
- Sovljardimasi paramići - Успављујућа бајка
- Rromano ratvalo abav - Ромска крвава свадба (Обилић, 1978)
- E Ersanosi hholji - Ерсанова љутња
- Nasradin hodža (Суботица, 2008)
- Rromane paramića, antologija 1 - Ромске бајке, антологија 1 (Суботица, 2009)
- Роми у бајкама - E Rroma ane paramića 1884-2004. антологија 1 (Суботица, 2008)
- Циганин на коњу, а коња нема, 1883-1997. (Крагујевац, 2004)
- O Rrom po gra, a gra najlje, 1883-1997. (Суботица, 2008)
- Vurma palje vurma - Траг за трагом (Крагујевац, 2004)[7]